# Manachanallur
Manachanallur es una ciudad y nagar Panchayat situada en el distrito de Tiruchirappalli en el estado de Tamil Nadu (India). Su población es de 25931 habitantes (2011).

## Demografía
Según el censo de 2011 la población de Manachanallur era de 25931 habitantes, de los cuales 12813 eran hombres y 13118 eran mujeres. Manachanallur tiene una tasa media de alfabetización del 86,29%, superior a la media estatal del 80,09%: la alfabetización masculina es del 91,85%, y la alfabetización femenina del 80,90%.